# Лесные и торфяные пожары в СССР (1972)

Один из очагов возгорания в Московской области, лето 1972 года

Лесные и торфяные пожары в СССР летом 1972 года охватили более десятка областей в центральной части страны на площади в 1,8 млн гектаров. Засушливое лето способствовало тому, что возникло более 40 тысяч лесных пожаров. В тушении пожаров принимало участие около 360 тыс. человек. 1972 год был с повышенной солнечной активностью, дефицитом снега, весенней влаги и отсутствием дождей весной и летом:117.

## Погодные условия
Для лета 1972 года была характерна высокая температура воздуха, критически низкая влажность и очень малое количество осадков. Зима этого года была мягкой, весна и лето без дождей, температура в тени выше 30 градусов. В этот год температура достигала отметки 35,7 градуса. За лето в Москве и Подмосковье выпало 126 мм осадков.
В июле во многих регионах центральной части РСФСР начались массовые лесные и торфяные пожары. В августе горели более 650 тыс. гектаров леса, около 35 тыс. гектаров торфомассивов, 4900 штабелей торфа.

## Борьба с пожарами
20 июля 1972 года решением исполкома Московского областного Совета депутатов трудящихся был создан областной штаб по борьбе с пожарами. Его возглавил первый секретарь областного комитета КПСС В. И. Конотоп. Общее руководство осуществлял первый заместитель министра обороны СССР. Министр обороны маршал А. А. Гречко вместе с Конотопом переехали в Шатуру.
В тушении пожаров в Подмосковье приняло участие более 70 тыс. человек, в том числе 24 тыс. военнослужащих. К борьбе с пожарами были привлечены рабочие, колхозники, милиция, стянута землеройная техника, насосные установки, транспортные средства. Была организована воздушная разведка всех лесов на европейской части РСФСР. В тушении также участвовали пожарные части МВД СССР. К тушению привлекали студенческие стройотряды.
Всего было задействовано около 15 тысяч самоходных землеройных машин, а также более 2500 пожарных автомобилей и насосных устройств, техника работала по 14-20 часов в сутки. Решающую роль в тушении сыграли трубопроводные войска под руководством прибывшего в зону бедствия начальника генерал-полковника Центрального управления снабжения ракетным топливом и горючим Министерства обороны СССР В. В. Никитина. По словам бывшего начальника Центрального управления ракетного топлива и горючего Минобороны Г. Н. Очеретина, для подачи воды были направлены пять трубопроводных бригад и четыре отдельных трубопроводных батальона. Военными трубопроводчиками было развёрнуто около 300 линий полевых магистральных трубопроводов протяжённостью около 1300 км. По ним было подано более 4,5 млн кубометров воды, что позволило погасить огонь на площади 44 тыс. га.
В пик развития пожаров к борьбе с ними было привлечено около 360 тыс. человек, в том числе более 100 тыс. военнослужащих.
К 1 сентября развитие пожаров было приостановлено, к 10 сентября они были ликвидированы. Дотушивание продолжалось до конца сентября.

## Потери
В Подмосковье сгорело 19 деревень, погибло 104 человека. В Горьковской области огонь уничтожил 460 тыс. гектаров леса, в Марийской автономной республике — 195 тыс., в Московской и Пензенской областях — по 25 тыс..